# Bryum proligerum
Bryum proligerum là một loài rêu trong họ Bryaceae. Loài này được Kindb. Kindb. mô tả khoa học đầu tiên năm 1897.